# Temporada 1901-1902 del RCD Espanyol
Després d'un any de creixement i consolidació, la segona temporada del Club Espanyol de Foot-ball veié el debut de l'equip a la Copa de la Coronació, embrió de la que esdevindria la primera competició a nivell estatal, l'actual Copa del Rei. També participà de nou en la Copa Macaya, així com en l'anomenada Medalla de la Federació, concurs promogut per la Federació Gimnàstica Espanyola.

## Fets destacats
1901
- 22 de desembre: l'equip començava amb mal peu la segona edició de la Copa Macaya, amb una contundent derrota contra el FC Barcelona per 7 a 0.

1902
- 13 de maig: Àngel Ponz té l'honor de marcar el primer gol de la història de la Copa d'Espanya, en el també primer partit de la competició, contra el Bizkaya de Bilbao que, això no obstant, acabaria guanyant l'eliminatòria per 5 a 1.[3]
- 24 de juny: Campió de la Medalla de la Federació Gimnàstica Espanyola en vèncer l'FC Català per 1-2.

## Plantilla
| P           | Jugador                   | Copa Macaya | Copa Macaya | Copa d'Espanya | Copa d'Espanya |
| P           | Jugador                   | PJ          | G           | PJ             | G              |
| ----------- | ------------------------- | ----------- | ----------- | -------------- | -------------- |
| POR         | José María de Acha        | 5           | -11         | -              | -              |
| DEF         | Telesforo Álvarez Quevedo | 8           | 1           | -              | -              |
| DEF         | Joaquín Carril            | 8           | -           | 1              | -              |
| MIG         | Víctor Joan González      | 7           | -           | -              | -              |
| MIG         | Ignacio Aracil            | 6           | -           | 1              | -              |
| MIG         | Guillem Galiardo          | 6           | -           | 1              | -              |
| MIG         | Bartolomé Fuster          | 3           | -           | -              | -              |
| DAV         | Àngel Ponz                | 8           | 2           | 1              | 1              |
| DAV         | Santiago Méndez Mauri     | 8           | 2           | 1              | -              |
| DAV         | Enric Montells Gatell     | 8           | 1           | 1              | -              |
| DAV         | Sebastià Casanellas       | 7           | 2           | -              | -              |
| DAV         | Julià Mora                | 7           | 1 (-9)      | 1              | -5             |
| DAV         | Àngel Ruiz                | 4           | -           | -              | -              |
| Segon equip |                           |             |             |                |                |
| POR         | José María Jorró          | -           | -           | -              | -              |
| DEF         | Benigno Belausteguigoitia | -           | -           | -              | -              |
| DEF         | Raimundo Úriz             | -           | -           | 1              | -              |
| MIG         | Joan Alcalá del Olmo      | 1           | -           | -              | -              |
| MIG         | Miquel Bernat             | 1           | -           | -              | -              |
| MIG         | Josep Maria Soler         | -           | -           | 1              | -              |
| MIG         | Arturo Galiardo           | -           | -           | 1              | -              |
| MIG         | Àngel Estapé              | -           | -           | -              | -              |
| MIG         | Guerra                    | -           | -           | -              | -              |
| MIG         | Antoni Solé               | -           | -           | -              | -              |
| MIG         | Vélez                     | -           | -           | -              | -              |
| MIG         | Paulí                     | -           | -           | -              | -              |
| MIG         | Ardid                     | -           | -           | -              | -              |
| DAV         | García Llofriu            | 1           | -           | -              | -              |
| DAV         | G. Peña                   | -           | -           | 1              | -              |
| DAV         | P. Álvarez                | -           | -           | -              | -              |
| DAV         | Julià Clapera Roca        | -           | -           | -              | -              |
| DAV         | Romà Forns                | -           | -           | -              | -              |
| DAV         | Laureà Miró i Trepat      | -           | -           | -              | -              |
| DAV         | Antoni Ros i Vila         | -           | -           | -              | -              |
| DAV         | Juli Ruiz                 | -           | -           | -              | -              |
| DAV         | Àngel Rodríguez Ruiz      | -           | -           | -              | -              |

## Calendari

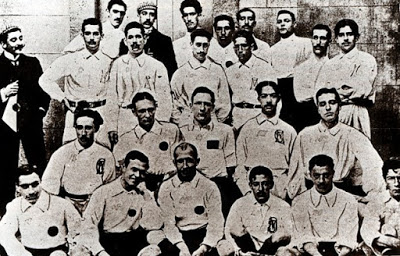
Copa de la Coronació de 1902.

| 1a volta | 1a volta     | 2a volta | 2a volta |
| 7-0      | Barcelona    | Espanyol | 4-0      |
| 2-1      | Hispània     | Espanyol | 3-0      |
| 2-0      | Espanyol     | Català   | 2-1      |
| 0-3      | Universitari | Espanyol | 3-3      |

| Posició | J | G | E | P | GF | GC | DG | Punts |
| ------- | - | - | - | - | -- | -- | -- | ----- |
| 3r      | 8 | 3 | 1 | 4 | 11 | 20 | 9  | 7     |

| Quarts de final | Hipòdrom de la Castellana | Hipòdrom de la Castellana |
| Bizcaya         | 5-1                       | Espanyol                  |

| Final  | Hipòdrom de la Castellana | Hipòdrom de la Castellana |
| Madrid | 3-2                       | Espanyol                  |

| 1a volta | 1a volta | 2a volta      | 2a volta |
| 5-1      | Espanyol | Catalònia     | 0-0      |
| 2-1      | Espanyol | Català        | 0-7      |
| 2-5      | Irish    | Espanyol      | 3-2      |
| 0-2      | Espanyol | Barcelona     | 0-7      |
| 4-2      | Espanyol | Internacional | 5-1      |
| 1-1      | Espanyol | Ibèria        | 0-0      |

| Posició | J  | G | E | P | GF | GC | DG | Punts |
| ------- | -- | - | - | - | -- | -- | -- | ----- |
| 4t      | 12 | 5 | 3 | 4 | 24 | 27 | 3  | 13    |